# Eurema venusta
Espèce
Eurema venusta est un  insecte lépidoptère de la famille des Pieridae de la sous-famille des Coliadinae et du genre Eurema.

## Dénomination
Eurema venusta a été décrit par Jean-Baptiste Alphonse Dechauffour de Boisduval en 1836 sous le nom de Pyrisitia venusta.

### Sous-espèces
- Eurema venusta venusta présent au Venezuela, au Surinam et en Guyane française [1].
- Eurema venusta emanona, Dillon, 1947; présent aux Antilles, dont à la Martinique.
- Eurema venusta aequatorialis (C. & R. Felder, 1861)

## Description
Eurema venusta est un papillon de taille moyenne, de couleur jaune, avec sur le dessus les antérieures jaune d'or avec une large bordure marron et les postérieures jaune pâle.
Le revers est de couleur crème à jaune.

## Biologie

### Plantes hôtes
Les plantes hôtes de sa chenille  des Mimosa.

## Écologie et distribution
Eurema venusta  est présent en Colombie, au Venezuela, au Surinam et en Guyane,  à Trinité-et-Tobago, aux Antilles (Guadeloupe, Martinique, Marie-Galante, les Saintes)et à la Jamaïque,

### Protection
Pas de statut de protection particulier.